# Bernsdorf (Bautzen)
Bernsdorf é uma cidade da Alemanha localizada no distrito de Bautzen, região administrativa de Dresden, estado da Saxônia.
É membro e sede do Verwaltungsgemeinschaft de Bernsdorf.